# Anabolika
Anabolika (Singular Anabolikum oder Askinanabolikum; aus dem griechischen  ἀναβολή anabolé „Aufwurf“, von ἀνά ana „auf“ und βάλλειν bállein „werfen“) sind Substanzen, die den Aufbau von körpereigenem Gewebe vorwiegend durch eine verstärkte Proteinsynthese fördern, also eine so genannte anabole Wirkung haben. Obwohl sie insofern in der Regel eine Gewichtszunahme bewirken, ist dies nicht das wesentliche Merkmal von Anabolika: Zum einen rührt die Gewichtszunahme bei Anabolikaanwendung teilweise von Wassereinlagerungen her, zum anderen sorgen manche Anabolika auch für einen so gesteigerten Fettabbau, dass trotz Muskelaufbaus das Körpergewicht nicht signifikant steigt. Alle Anabolika sorgen indes für eine positive Stickstoffbilanz und damit für eine muskelaufbaufreundliche Stoffwechsellage. Zu den Substanzen mit anaboler Wirkung zählen insbesondere selektive Androgenrezeptor-Modulatoren, anabole Steroide, die β2Sympathomimetika und die Wachstumshormone. Sie finden in der Viehzucht, in der Humanmedizin und als Substanzen im Sport Anwendung, wobei sie im Wettbewerbssport in aller Regel als Doping verboten sind.

## Substanzen und deren Nebenwirkungen
Die bekanntesten Vertreter der Anabolika sind die anabolen Steroide. Neben Testosteron selbst kommen künstlich hergestellte Steroide, die eine dem männlichen Sexualhormon Testosteron ähnliche Wirkung zeigen, zur Anwendung. Die wichtigsten Vertreter sind Dehydrochlormethyltestosteron, Nandrolon, Metandienon, Stanozolol, Furazabol und Metenolon. Charakteristische Nebenwirkungen dieser Substanzen sind Akne, Herz-Kreislauf-Probleme und Leberschäden (unter anderem Peliosis hepatis). Neue Untersuchungen an Sportlern belegen, dass der Langzeitgebrauch von Anabolika das Herz weit stärker schädigt als bisher angenommen. So beeinträchtigt laut einer Studie der regelmäßige Konsum von Steroiden insbesondere die Pumpfunktion der linken Herzkammer. In der Studie betrug die Pumpleistung (Herzarbeit, Herzleistung) der Steroidkonsumenten nur die Hälfte der Leistung der dopingfreien Sportler. Eine deutlich eingeschränkte Pumpkraft (Herzkraft) gilt als wichtiger Risikofaktor für Herzversagen und plötzlichen Herztod.
Beim Mann kann darüber hinaus neben einer Gynäkomastie eine Hodenatrophie mit Einstellung der Spermienproduktion beobachtet werden, da Testosteron und dessen Abkömmlinge die hypophysäre Gonadotropinproduktion unterdrücken. Die Gynäkomastie bildet sich durch teilweise Umwandlung von Testosteron in Östrogen mittels des Enzyms Aromatase im Fett- und Muskelgewebe. Durch eine übermäßige Produktion von Testosteron wird die Dihydrotestosteronproduktion ebenfalls erhöht, was partiellen Kopfhaarausfall begünstigt. Obwohl dies primär eine kosmetische Nebenwirkung ist, resultieren hieraus jedoch oftmals auch psychische Probleme bei den betroffenen Personen. Bei Frauen kann eine Einnahme anaboler Steroide zur vermehrten Körperbehaarung, zu Veränderungen des Menstruationszyklus, zum Klitoriswachstum und zur Veränderung der Stimmlage führen.
Ebenfalls als Anabolika gelten die β2-Sympathomimetika. Diese Substanzen wurden als Arzneistoffe zur Behandlung asthmatischer Beschwerden entwickelt. Neben der gewünschten bronchienerweiternden Wirkung zeigen sie lipolytische (fettabbauende) und muskelaufbauende Nebenwirkungen. Diese Nebenwirkungen werden bewusst insbesondere in der Viehzucht und im Sport-Doping ausgenutzt. Insbesondere Clenbuterol findet eine Anwendung als Anabolikum. Herz-Kreislauf-Probleme, Muskelzittern, Muskelkrämpfe und Kopfschmerzen stellen häufige Nebenwirkungen der systemischen Anwendung von β2-Sympathomimetika dar.
Wachstumshormone und Wachstumsfaktoren regulieren das Zell- und Körperwachstum und verfügen somit ebenfalls über eine anabole Wirkung. Zu ihnen gehören u. a. Somatotropin (Wachstumshormon, hGH), Insulin und die Somatomedine, die auch als Insulin-like growth factors IGF bezeichnet werden. Insbesondere die derzeit in Dopingtests noch nicht nachweisbaren körpereigenen Substanzen Somatotropin und Somatomedin C (IGF-1) werden unerlaubt im Sport zur Leistungssteigerung eingesetzt. In Kombination mit Somatotropin wird oft Insulin angewendet, da Insulin die durch Somatotropin verringerte Glucoseaufnahme in die Muskelzellen kompensiert. Die Anwendung von Wachstumshormonen, wie Somatotropin, birgt die Gefahr von Nebenwirkungen wie Akromegalie und Diabetes mellitus (Typ 2). Ebenso steigt das Risiko, an Krebsarten, wie Leukämie, zu erkranken.

## Wirkung
Die Wirkung von Anabolika gründet sich auf ihren Einfluss auf den Aufbaustoffwechsel
(Anabolismus) des menschlichen Körpers, wobei hier insbesondere der Eiweißaufbau gefördert wird. Dabei wird die Synthese von Eiweiß im Organismus verstärkt sowie gleichzeitig der Abbau der körpereigenen Eiweißvorräte vermindert. Bei gleichzeitigem intensiven Training kann mit der durch Anabolika erhöhten Proteinresynthese die Muskelhypertrophie beschleunigt werden.